# Karl Otfried Müller

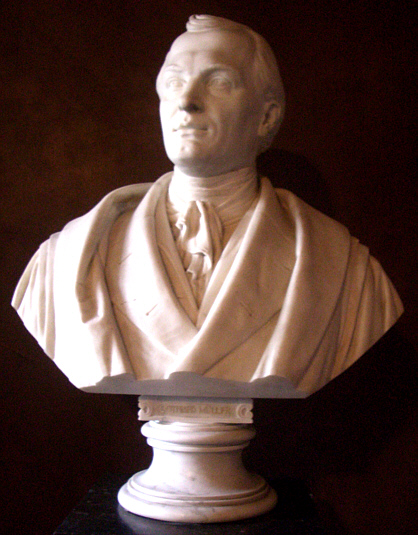
Karl Otfried Müller.

Karl Otfried Müller (28 de agosto de 1797 - 1 de agosto de 1840) fue un intelectual y arqueólogo alemán.
Nació en la ciudad de Brieg en la región de Silesia y su educación transcurrió entre Breslau y Berlín. Fue en Berlín donde se entusiasmó por el estudio de la literatura clásica, el arte y la historia de la Antigua Grecia, animado por la influencia de August Böckh. En 1817, tras la publicación de su primera obra Aegineticorum liber, empezó a trabajar en el Magdaleneum de Breslau y, en 1819 se convirtió en profesor adjunto de literatura antigua en la Universidad de Göttingen; su temario se centró en la arqueología y la historia del arte antiguo.
Su meta era la de lograr obtener una idea de la vida de los antiguos griegos como un concepto global; sus libros se convirtieron en una punto de apoyo para el desarrollo de sus estudios helenísticos. La posición de Müller en Göttingen se volvió complicada debido a los problemas políticos que siguieron al ascenso de Ernesto Augusto I de Hanover en 1837. Müller solicitó permiso para poder viajar y en 1839 abandonó Alemania. Se trasladó a Atenas aunque pasaba los inviernos en Italia. Investigó los restos de la antigua Atenas, visitó diversos sitios de interés en el Peloponeso y, finalmente, se trasladó a Delfos donde inició las excavaciones. Enfermo de fiebres, murió en Atenas en 1840.
Sus trabajos históricos más destacables fueron Geschichten Hellenischer Stämme und Städte: Orchomenos und die Minyer (1820) y Die Dorier (1824), incluyendo el ensayo Über die Makedonier que analizaba el origen, los asentamientos y la primitiva historia de los macedonios. Introdujo un nuevo estándar de precisión en la cartografía de la antigua Grecia. En 1828 publicó Die Etrusker, un tratado sobre los etruscos.
Su obra Prolegomena zu einer wissenschaftlichen Mythologie preparó el camino para la investigación científica de los mitos. El estudio del arte antiguo lo promovió en su libro Handbuch der Archäologie der Kunst y en Denkmäler der alten Kunst, publicado en 1832. Müller también publicó una traducción de Las Euménides de Esquilo que incluía un ensayo introductoria, así como nuevas ediciones de obras de Marco Terencio Varrón y de Sexto Pompeyo Festo.